# Хёрли, Дэвид
Дэвид Джон Хёрли (англ. David Hurley; род. 26 августа 1953, Вуллонгонг, Австралия) — австралийский политический и военный деятель. 27-й генерал-губернатор Австралии с 1 июля 2019 по 1 июля 2024 года. С 2014 до 2019 год был губернатором штата Новый Южный Уэльс.
Во время 42-летней военной карьеры Хёрли принимал участие в операции «Солидарность» в Сомали в 1993 году, командовал 1-й бригадой австралийской армии (1999—2000), был первым начальником Группы развития способностей (2003—2007) и руководителем совместных операций (2007—2008), занимал должность заместителя начальника сил обороны (2008—2011). Его карьера завершилась назначением на должность начальника Вооруженных Сил (высшую должность в армии Австралии, занимаемую непосредственно кадровым военным) 4 июля 2011, после отставки главного маршала авиации Ангуса Хьюстона. Хёрли ушел в отставку из армии в июне 2014 года, а 2 октября 2014 года сменил на посту губернатора Нового Южного Уэльса Мари Башир. В 2019 году он досрочно оставил пост губернатора штата, чтобы сменить сэра Питера Косгроува на посту генерал-губернатора страны.

## Награды

### Награды Австралии
| Страна         | Дата вручения                   | Награда                                                | Награда                                                | Литеры |
| -------------- | ------------------------------- | ------------------------------------------------------ | ------------------------------------------------------ | ------ |
| Австралия      | 26 ноября 1993                  | Кавалер креста «За выдающиеся заслуги»                 | Кавалер креста «За выдающиеся заслуги»                 | DSC    |
| Австралия      | 26 января 2010 —                | Компаньон                                              | ордена Австралии                                       | AC     |
| Австралия      | 26 января 2004 — 26 января 2010 | Офицер                                                 | ордена Австралии                                       | AO     |
| Великобритания | 17 марта 2015 —                 | Рыцарь ордена святого Иоанна                           | Рыцарь ордена святого Иоанна                           | K.St.J |
| Австралия      |                                 | Медаль активной службы Австралии с планкой «Сомали»    | Медаль активной службы Австралии с планкой «Сомали»    |        |
| Австралия      |                                 | Медаль «За службу»                                     | Медаль «За службу»                                     |        |
| Австралия      |                                 | Медаль «За службу в силах обороны» с Звездой Федерации | Медаль «За службу в силах обороны» с Звездой Федерации |        |
| Австралия      |                                 | Медаль обороны                                         | Медаль обороны                                         |        |

### Награды иностранных государств
| Страна     | Дата вручения     | Награда                                            | Награда                                            | Литеры   |
| ---------- | ----------------- | -------------------------------------------------- | -------------------------------------------------- | -------- |
| Франция    | 20 января 2012 —  | Офицер ордена Почётного легиона                    | Офицер ордена Почётного легиона                    |          |
| США        | 20 мая 2012 —     | Кавалер ордена «Легион Почёта» класса командующего | Кавалер ордена «Легион Почёта» класса командующего |          |
| Малайзия   | 2012 —            | Рыцарь Гранд-командор ордена «За военную службу»   | Рыцарь Гранд-командор ордена «За военную службу»   | P.G.A.T. |
| Индонезия  | 19 ноября 2012 —  | Кавалер ордена «За военные заслуги» 1 класса       | Кавалер ордена «За военные заслуги» 1 класса       | BYD      |
| Сингапур   | 13 февраля 2013 — | Кавалер ордена «За выдающуюся службу»              | Кавалер ордена «За выдающуюся службу»              | DUBC     |
| Таиланд    | июнь 2014 —       | Золотая медаль ордена Короны                       | Золотая медаль ордена Короны                       | GMCT     |
| Нидерланды | июнь 2014 —       | Золотой знак отличия «За заслуги»                  | Золотой знак отличия «За заслуги»                  |          |